# Autorski alat
Autorski alat (eng. authorware, authoring tool) je programska podrška čija je uloga pomoći pri pisanju hipertekstovne ili multimedijske aplikacije. Obično omogućuju stvoriti konačnu aplikaciju tako što jednostavno povezuju objekte kao što su glazbeni zapisi, ilustracije ili odlomci teksta.
Za prikaz autorskog zadatka kod definiranja autorskih alata koristi se i iskočne prozore.

## Usporedi
- freeware
- shareware
- demo
- abandonware
- vaporware
- shovelware (crapware, garbageware)
- adware
- donationware
- otvoreni kod
- nagware
- glossyware
- beerware